# 地元発信! 東京ジモティ
『地元発信! 東京ジモティ』（じもとはっしん! とうきょうじもてぃ）は、2001年10月29日から2002年5月31日までの平日午後にフジテレビで放送されていた午後の生放送の情報番組。

## 概要
2000年3月31日の『2時のホント』終了後、同局では長年放送を続けたFNS系列・全国ネットでの午後のワイドショー枠から撤退し、複合型番組枠『チャンネルα』として再放送・番宣番組を中心に3時間程度の放送を行っていたが、この年6月から就任の村上光一社長の意向もあり、14時台に関しては『チャンネルα』枠を廃止して本番組をスタートした。
本番組では「地域密着人生応援番組」を謳い、これまでの午後のワイドショーとは異なる路線で、放送もフジテレビのみの関東ローカル番組となっていた。
番組内容もいわゆるワイドショー的なニュース・芸能は一切排除され、ゲストコーナーや中継コーナーといったバラエティー要素の強い番組となっていた。
しかし当時の同時間帯は、日本テレビ『ザ・ワイド』、TBS『ジャスト』が視聴率で圧倒的に優位であったため、わずか7か月で番組終了となった。その後、同局は再び14時台を『チャンネルα』枠に戻し、2002年10月から再び14時台に生放送の『F2』をスタートさせた。
番組タイトルの「ジモティ」は、若者言葉で地元の友達という意味。

## 放送時間
平日14:08 - 15:00（JST）

## 出演者

### 司会
- 加藤茶
- 森川由加里

### アシスタント
日替わりで出演。いずれもフジテレビアナウンサー（岡田・森下は当時）。
- 岡田浩揮
- 森下知哉
- 渡辺和洋

### 中継レポーター
- パンチ佐藤（月曜）
- ヨネスケ（火曜）
- 桑野信義（水曜）
- 吉村明宏（木曜）

### コーナーレポーター
- 佐藤里佳（フジテレビアナウンサー）
- 筒井櫻子（フジテレビアナウンサー）
- 松崎しげる

## 主なコーナー

### レギュラーコーナー
- 芸能人の同級生

### 曜日別コーナー
- ダンナの昼飯改造計画（月曜）
- フリーペーパー（火曜）
- スッキリ！教えまSHOW（水曜）
- シングルペット（木曜）
- 美少年のいる店（金曜）
- 突入!ブライダルスピーチ（金曜）

### 中継コーナー
- サビだけのど自慢（月曜）
- 横取り!お宅の晩ご飯（火曜）
- 親父を超える日（水曜）
- 本日開店!（木曜）

| フジテレビ 平日午後のワイドショー枠 | フジテレビ 平日午後のワイドショー枠         | フジテレビ 平日午後のワイドショー枠  |
| 前番組                              | 番組名                                      | 次番組                               |
| ----------------------------------- | ------------------------------------------- | ------------------------------------ |
| （放送なし）                        | 地元発信! 東京ジモティ （2001.10 - 2002.5） | （放送なし）                         |
| フジテレビ（関東地区） 平日14時台   |                                             |                                      |
| チャンネルα ※15:00開始に縮小        | 地元発信! 東京ジモティ （2001.10 - 2002.5） | チャンネルα ※再拡大し14:05開始に戻る |